# Himiko
Himiko (vagy más néven Pimiko)[forrás?] i. sz. 183–248 között uralkodott Japánban. Az akkoriban Jamatai kokunak nevezett ország királynője volt. De nem csak uralkodónő, hanem egyben sámán papnő (miko) is volt. Ám nem csak egyszerű sámán volt, híre messze eljutott, még Japánon kívülre is. Ő az egyetlen, akiről (abban a korban) a kínaiak írtak, és a guei-dao (mindennemű varázslással kapcsolatos dologra használták) kifejezést használva írták le a gyakorlatait, mivel nem voltak teljesen tisztában azzal, hogy milyen módon kommunikálhatott Himiko a túlvilággal. Ez a kifejezés az akkoriban Kínában fellelhető kultuszokra volt használt, melyek rituálékat, imákat, állatáldozatokat, dalokat és táncokat használtak, illetve jósokat és médiumokat alkalmaztak betegségek gyógyítására, és különböző kisebb-nagyobb istenségek felé való tisztelet kimutatására. A kínai írók pedig ehhez hasonlatosnak írták le Himiko gyakorlatait. (Guei: egyfajta démoni lény. Olyan emberek lelkei, akik nem kaptak megfelelő áldozatot a családtól, és éhes szellemmé vált.) A leírások szerint szűzies maradt, és sohasem ment férjhez. Több női szolgálója is volt, de férfi csak egyetlen egy mehetett a közelébe, a testvére. Jártas volt a jóslásban is.

## Hatalomra kerülése
Megoszlanak a vélemények arról, hogy Himiko hogyan is kerülhetett hatalomra: a Jamatai államigazgatás együttes vezetői választották-e ki, vagy pedig egy erős belső kör választotta meg vezéréül. (Vannak feljegyzések bizonyos királycsináló családokról.)

## Nevének jelentése
A Himiko, mint név a kínaiaktól származik. A japán név olvasatának „keresése” közben álltak elő vele. A bi hangalakja a szolgálónak; a mi a messzinek, távolinak; és a hu a kilehelnek. A hime-hez (hercegnő) és a mikohoz (női sámán) való hasonlatosság, és a történelmi feljegyzések hiánya miatt ez az olvasat vált elfogadottá.

## Dzsingú
Sokan azt állítják, hogy Himiko és Dzsingú egy és ugyanaz a személy. Dzsingú császárnő a legenda szerint i. sz. 209-269-ig élt, ami körülbelül megegyezik Himiko uralkodási idejével. Ám túl sok az ellentmondás a két személy között. Míg egyikük Kínával, addig a másik Koreával tartotta a kapcsolatot. Míg egyiküket egy törzsfőkből álló csoport "vette körül" (akik valószínűleg helyette uralkodtak), addig a másik kiharcolta magának a hatalmat. Himiko sohasem házasodott meg, ám Dzsingúnak férje és gyermeke is egyaránt volt.

## Halála és az után
A következő érdekes részlet pedig Himiko halálával kapcsolatos:
„Amikor Himiko meghalt, magas sírdombot emeltek. Átmérője meghaladta a száz lépést. Száznál több férfi és nő szolgáló követte őt a halálba. A trónon egy király követte, akinek a nép nem engedelmeskedett. Az ezt követő merényletek és gyilkosságok több mint ezer életet követeltek. Eztán Himiko egyik rokonát, egy tizenhárom éves lányt, Ijót (iyo – 壹與) tették meg királynőül, és újra helyreállt a rend.” Egyes nézetek szerint ez a sírhalom nem más, mint a Nara prefektúrában lévő Szakurai városban található Hasihaka kofun. (A kofun sírok (a közép-kínai kú 古 „ősi” és bjun 墳 „temetkezési halom”) meghatározóan a vezető réteg temetkezési helyéül szolgáltak a harmadik századtól egészen a hetedik századig A halomsírok méretes, kőből készült temetkezési kamrákat rejtettek magukban. Ezeknek a síroknak több különböző formája is ismert: kulcslyuk, négyzetes kulcslyuk, négyzet és kör) Ez a sírdomb körülbelül 280 méter hosszú és 30 méter magas, és jól kivehető a kulcslyuk alak. (Ezt a formát leginkább az uralkodói család használta.)

## Japán források
Érdekes, hogy sem a Nihonsoki, sem pedig a Kodzsiki nem említi Himiko nevét. Személyével csak közvetetten találkozhatunk bennük, de ha odafigyelünk, mindenképpen felismerhető Himiko az írásokban. Ennek valószínűleg politikai oka lehetett.
Az egyik szövegrészletben megemlítik, hogy a királynő 239-ben követeket küldött Wei-udvarba (akik lila szalagos aranypecséttel tértek vissza). Ezzel szemben pár szakasszal később már az olvasható, hogy 243-ban a király újabb követeket küldött. (Források szerint ekkor még Himiko uralkodott.)
Nihonsoki, 9. tekercs, 597. oldal, 4. oszlop:
魏志云明帝景初三年六月。倭女王遣。大夫難斗米等詣都求天子朝獻太守鄧夏遣吏將送詣京都也。
„A Wei krónikája azt mondja: Wei Ming császárának uralkodása idején, Jingchu harmadik évének hatodik hónapjában (*i. sz. 239.) Wa királynője (*női uralkodója) elküldte főminiszterét, Nan Dómit és másokat a provinciába, hogy engedélyt kérjenek ahhoz, hogy a császár elé járulhassanak és leróják színe előtt tiszteletüket. A kormányzó, Dengxia menesztett egy hírnököt, hogy kísérje el őket a fővárosba.”
Nihonsoki: 9. tekercs, 598. oldal, 1-2. oszlop:
四十三年魏志云正始四年。倭王復遣使大夫伊聲者掖耶約等八人上獻。
„A Wei krónikája azt mondja: az új kormány negyedik évében Wa királya (*inkább uralkodója) ismét magas rangú minisztereket küldött, hogy leróják tiszteletüket. Yi Shezhet, Yi Xiejit és nyolc másik személyt.”

## Kínai források
Egy Chen Shou nevű kínai történetíró Wei története című művének (i.sz. 297 körül) egyik fejezetében meglehetősen részletesen beszámol Wa földrajzi elhelyezkedéséről, népeiről, szokásairól és Jamatai (邪馬台) országának uralkodónőjéről, egy bizonyos Himikóról (卑弥呼) – (vagy Pimikóról):

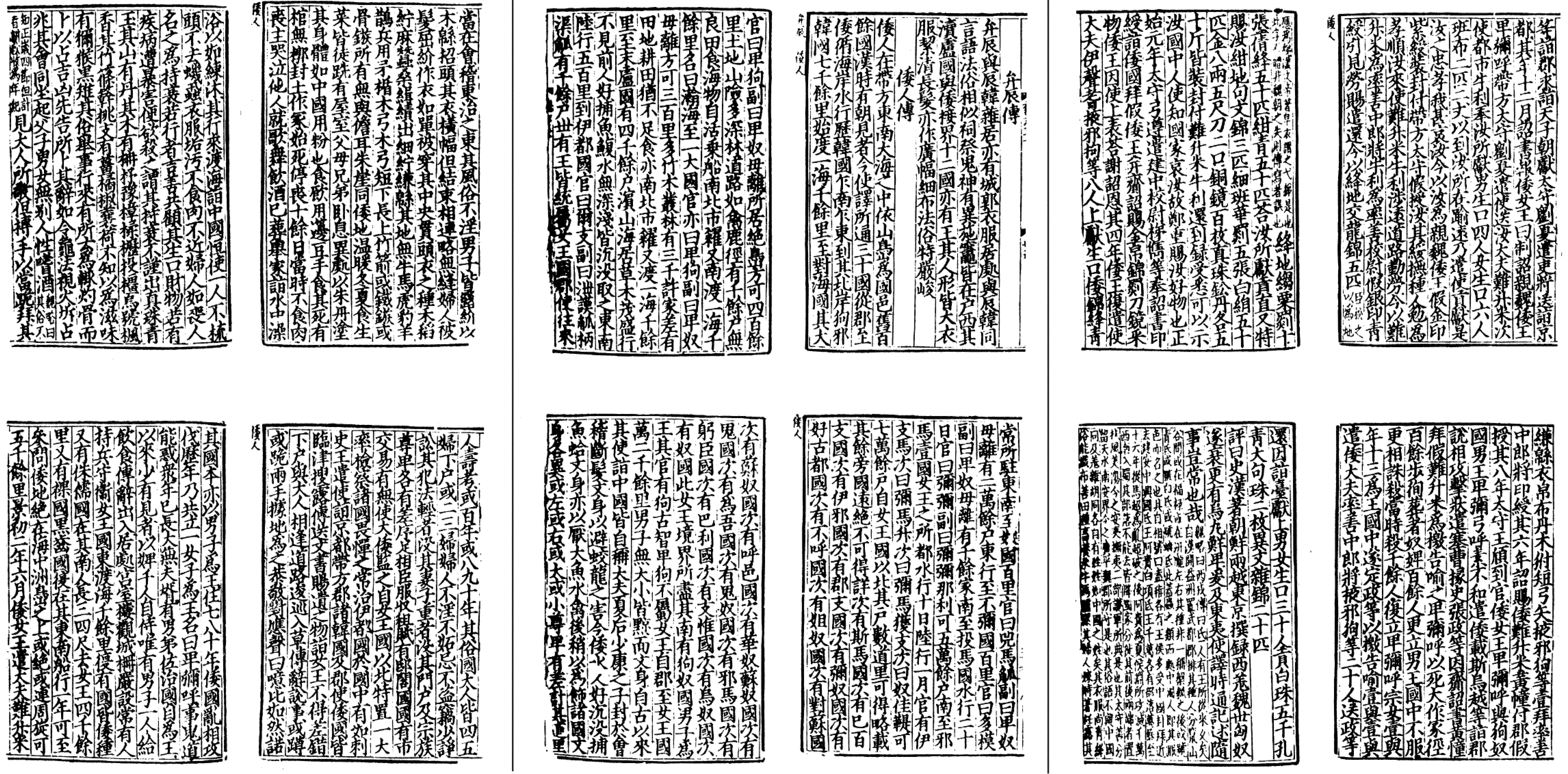
Wei története

„Az országnak korábban egy férfi uralkodója volt. Ezután körülbelül hetven vagy nyolcvan évvel zavar és háborúskodás támadt. A nép aztán úgy döntött, egy nőt fogadnak el uralkodójuknak. Himiko a démonok útjával foglalkozott, és elkápráztatta a tömegeket. Felnőtt, de nem ment férjhez. Volt egy öccse, aki segített neki az ország fölötti uralkodásban. Miután királynővé tették, csak kevés ember láthatta. Ezer szolgálólány szolgált neki, de csak egy férfi szolgája volt, aki enni és inni hozott neki, és szavait közvetítette az emberek felé. Tornyokkal megerősített palotában lakott, amelyet falak vettek körül, és állandóan fegyveresek őrizték.”
A Wei története még beszámol arról is, hogy első alkalommal 238-ban látogatták meg Himiko követei a Wei császárt, Cao Ruit. A császár Himikonak a „Weihez kedves Wa királynője” címet adományozta egy lila szalaggal ellátott aranypecséttel együtt.

## Jamatai
A Jamatai és Jamato elnevezések közti hasonlóság igen szembetűnő. A Jamatók szálláshelye valószínűleg Honsú középső részén, a mai Nara prefektúra területén lehetett (korábban ezt a térséget Jamato provinciának is nevezték). Írásjegyeik eltérnek:
Jamatai (mai mandarin olvasattal: yematai) országának elnevezésére a krónikák a következő írásjegyeket használták: 邪馬壹, 邪馬臺, 邪馬台, 邪摩堆. Mindegyik név – mai, valamint rekonstruált korábbi – kiejtése hasonló. Azonban csak egy írásjegy közös az összes országnévben, a 邪 (ye), melynek megközelítő jelentése: romlott, gonosz. Nem valószínű viszont, hogy ezzel az országot minősítették volna.
Jamato neve egy érdekes eset. Írásjegyeinek (大和) kínai olvasata „daiva”, melynek jelentése nagy békesség/harmónia. Azonban Japánban az eme két írásjegy alkotta szót jamato-nak olvassák. Ebben az esetben a szó kiejtése nem tükrözi az írásképet. Japán korábbi elnevezése „wa” (倭) volt, amelyhez később becsatolták a „dai”(大), azaz „nagy” jelzőt is, így alakult ki a „daiva” (大倭) olvasatú alak. Azonban ebben az összetételben a “va” írásjegye azt jelenti, hogy „törpe”, mely elég negatív hangzású. A japánok ezért kicserélték a „törpe” szót az azonos hangzású, szintén „va” olvasatú „béke, harmónia” jelentésű kínai karakterre (和) , így a szó olvasata továbbra is „daiva” maradt, az összetétel viszont már sokkal pozitívabb jelentést hordozott: 大和 – „nagy békesség/harmónia”. Ezzel a két írásjeggyel jelölték a korabeli Japánt. A történelemben nem ritka, hogy egy országot az uralkodó népcsoportról vagy klánról neveztek el, mely Japán esetében a Jamato törzs volt, innen eredhet a szó „jamato” olvasata. Az pedig külön érdekesség, hogy a szó eredeti olvasattal (kínaiul: dahe) a kínai konfuciánus kánon részének tekintett Szertartások könyvében szereplő kifejezés is. Mind a Kodzsikiben, mind pedig a Nihonsokiban szerepel a jamato elnevezés, mégpedig a Japán-szigetek mitológiai születése kapcsán.

## Himiko régen és ma

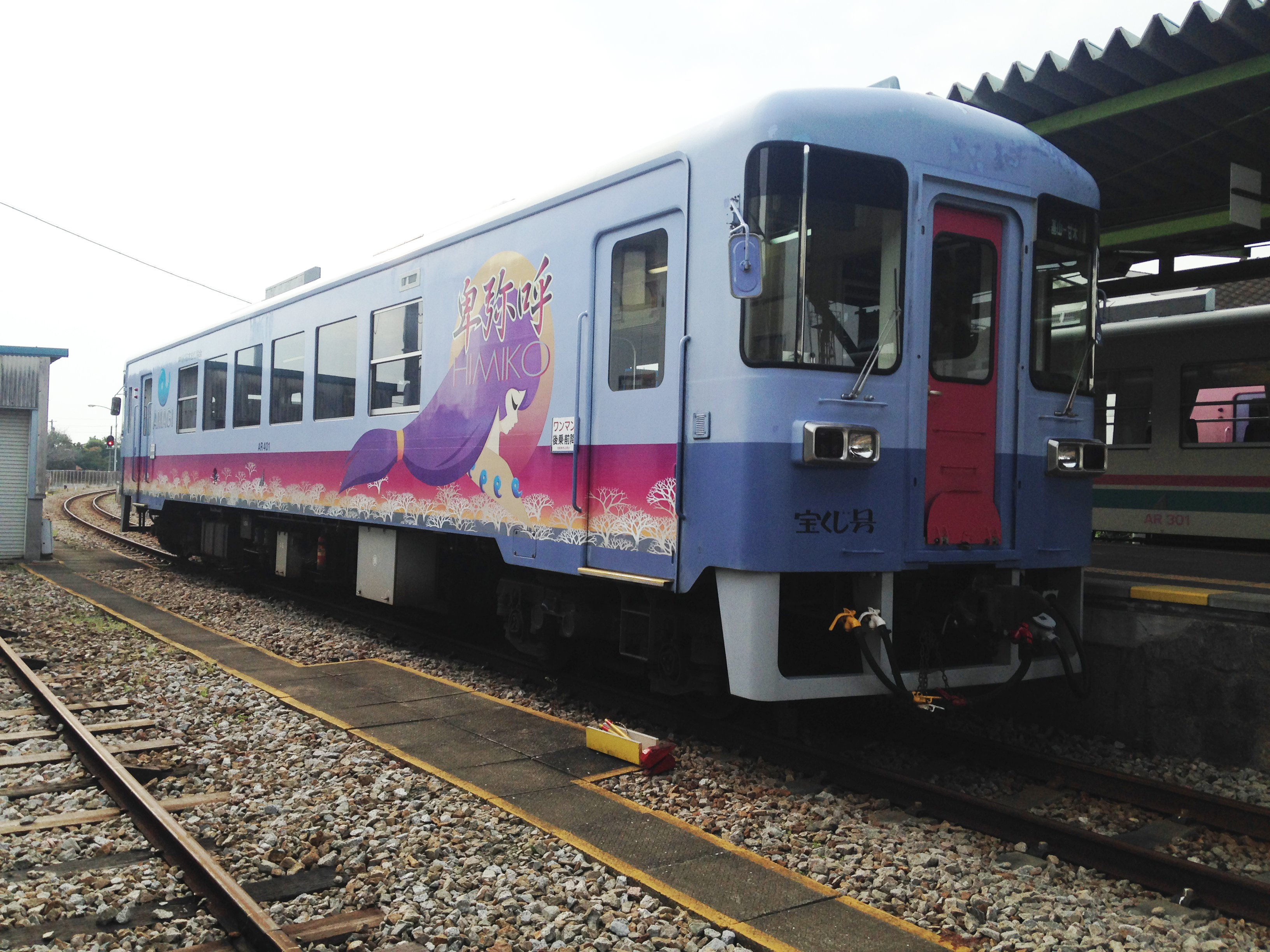
Himiko Vonat

Ugyan Himikóról a régi írásokban nem sok információ található, a mai napig nagy népszerűségnek örvend. Személye mind filmekben, mind játékokban egyaránt felbukkan.

### Himiko 1974
A Himiko egy japán fantasy film, melyet Sinoda Maszahiro rendezett. A film Himiko sámán papnő életéről szól, és arról, hogyan szeret bele a féltestvérébe, aminek köszönhetően lecsökken az ereje.
Szereplők: Sima Iwasita (Himiko)
Maszao Kuszakari (Takehiko)
Rie Jokojama (Adahime)
Csoicsiro Kawarazaki (Mimaki)
Kenzo Kawarazaki (Ikume)
Yosi Kato (Ohkimi)
Dzsun Hamamura (Narrátor)
Tacumi Hidzsikata (Táncos)
Rentaró Mikuni (Nasime)

### Himiko (a hajó)

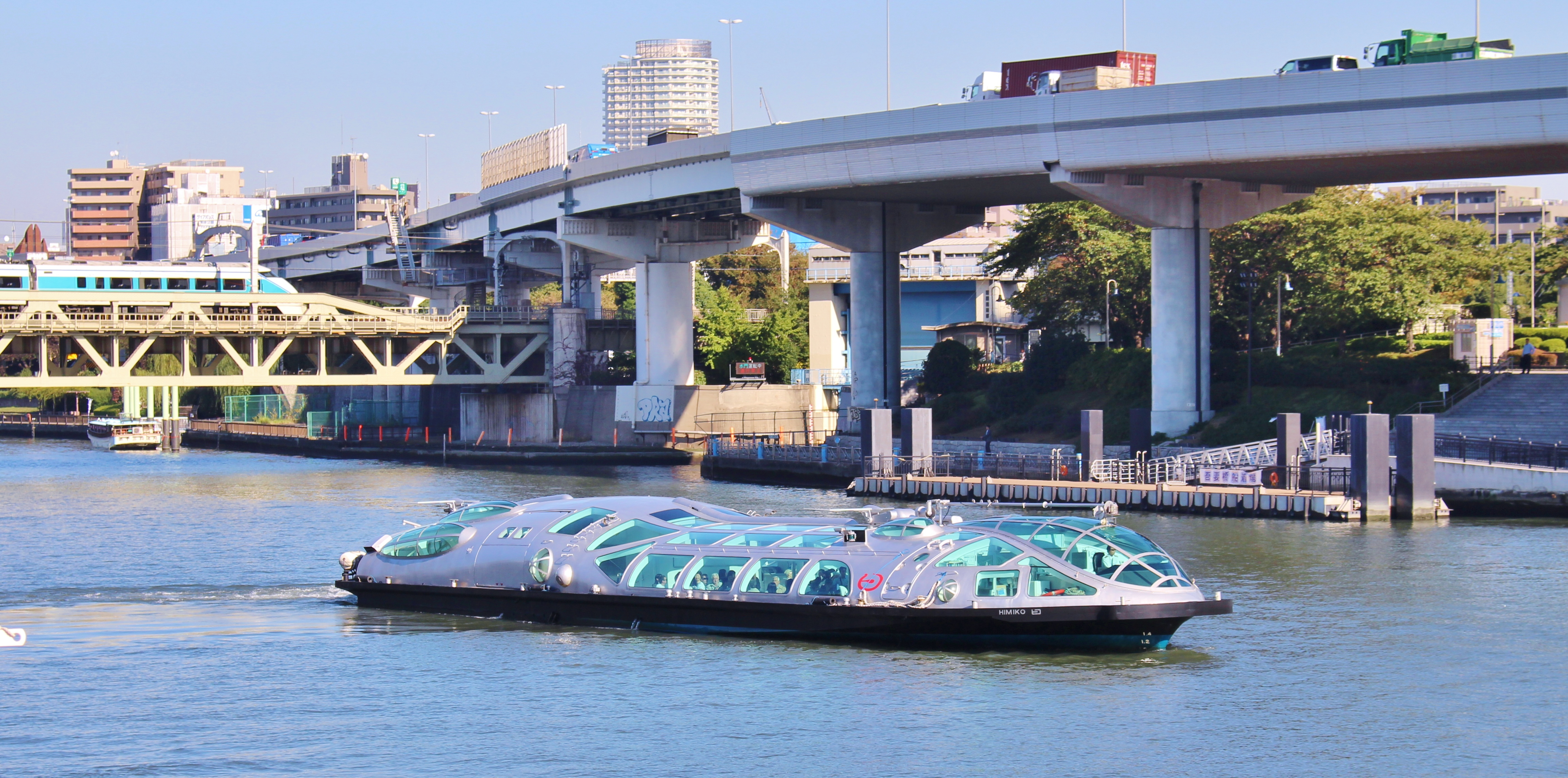
Himiko Hajó

2004 márciusában készült egy hajó, mely szintén Himiko nevét viseli. A járművet Macumoto Reidzsi tervezte. Ez a hajó a Szumida folyón közlekedik, és akár fel is lehet rá szállni. A kikötők, amelyekben erre lehetőség nyílik az Aszakusza, Tojoszu és az Odaiba. Tojoszu és Aszakusza között az út körülbelül 70 percet vesz igénybe és 2040 jenbe kerül egy felnőtt számára. A gyermekeknek a jegy csupán 1170 jen (egyirányú). Himiko 90 férőhelyes, ám ha az állóhelyeket is figyelembe vesszük, akkor ennél jóval többen beférnek. A hajó egy személy számára is kibérelhető, és akár élőzenés koncertre is lehetőség van. A jármű végében található egy kis bolt is, ahol rágcsálnivalók és italok várják a vásárlókat. Himiko érdekessége még, hogy a hajó fedélzete teljesen fedett. Ha valaki beszállt a hajóba, akkor érkezésig nem lehet máshol tartózkodni, csak a hajó belsejében. Érdemes még megemlíteni, hogy ahogy a jármű halad előrefelé, a Galaxy Railways 999 anime karakterei egymás közötti párbeszéddel mutatják be a tájakat, melyek mellett a Himiko elhalad.

### Tomb Raider
A Tomb Raider története az Endurance nevű hajón kezdődik, amelyen egy nyolctagú kutatócsoport tart a Sárkány-háromszög felé. Ezt a szigetcsoportot sokan a Bermuda-háromszög ikertestvéreként emlegetik, hiszen errefelé legalább annyi megmagyarázhatatlan eltűnés és baleset éri a hajókat és repülőket. Ám az expedíció tagjait ezek a híresztelések sem tántorítják el, hisz feltett szándékuk, hogy megtalálják az eltűnt jamatai nevű népcsoportot, amely az ifjú Lara Croft és legjobb barátnője, Sam kutatásai szerint valahol itt virágzott évszázadokkal ezelőtt. Az Endurance azonban a háromszögbe lépve szinte azonnal egy természetellenesen nagy erejű viharba kerül, és megfeneklik az egyik sziget partjai közelében. Lara a viharban elszakad társaitól, és egyedül tér magához a part menti sziklák közt, ahonnan azonnal elrabolják. Legközelebb egy rémálomba illő barlangban fejjel lefelé lógva tér magához, mindenfelé rituálisan megkínzott és lemészárolt emberek maradványai között, és a jelek szerint őrá is hasonló sors vár. Természetesen sikerül elszöknie a barlangból és csakhamar rájön, hogy a sziget nemhogy nem lakatlan, egyenesen nyüzsögnek rajta az emberek, akik mind egyet akarnak: ő és barátai életét. A szigetlakók pedig mind a Nap Királynőt, Himikot szolgálják, aki habár már réges-régen életét vesztette, a lelkét át tudja költöztetni egy másik gazdatestbe, ennek köszönhetően pedig továbbra is képes e világon maradni. Mivel a játékbeli Himiko képes az időjárást irányítani, így senki nem képes elhagyni a szigetet.

### Tomb Raider (2018)
A 2018-as Tomb Raider filmben is nagy szerepet kap Himiko, habár egy kicsit más megvilágításban, mint eddig. Egy Trinity nevű szervezet keresi Himiko holttestét, mert a legendák szerint Himiko csupán a puszta érintésével képes volt bárki halálát okozni. (Ez egy betegségnek köszönhető, ami miatt Himiko a társadalomtól elvonultan élt és halt meg.) Lara Croft pedig mindent bevet, hogy megállítsa őket.